# École maternelle de Ferrières
L'École maternelle de Ferrières est une école située chemin de Paradis, à Martigues, en France. 
Le bâtiment fait l’objet d’une inscription au titre des monuments historiques depuis le 19 mars 2001.